# 남평중학교 다도분교
남평중학교 다도분교(南平中學校 茶道分校)는 대한민국 전라남도 나주시 다도면 신동리에 있는 공립 중학교이다.

## 학교 연혁
- 1968년 3월 20일 : 다도중학교 개교
- 1968년 5월 10일 : 초대 최동옥 교장 취임
- 1975년 7월 24일 : 신축 교사 준공 이전(8실)
- 1999년 3월 1일 : 남평중학교다도분교장으로 교명 개칭
- 2022년 1월 6일 : 제52회 졸업 5명 (총 졸업생수 2,855명)
- 2025년 3월 1일 : 제25대 안미라 교장 부임

## 참고 자료
- 남평중학교 다도분교 - 한국교육학술정보원 학교알리미